# Simone Rizzato
Simone Rizzato (Terracina, 21 settembre 1981) è un ex calciatore italiano, di ruolo difensore o centrocampista.

## Carriera
Cresciuto nel Fano dove esordisce in Serie C2 a 17 anni, prima di passare alla Vis Pesaro dove gioca due stagioni in Serie C1. Nel 2003 viene acquistato dal Torino dove in una stagione e mezzo disputa 30 presenze in Serie B, prima di passare al Chievo dove rimane pochi mesi senza mai esordire in Serie A. Nell'estate 2005 torna in Serie B col Catanzaro e nel gennaio successivo scende di nuovo in Serie C1 col Perugia.
Nel luglio 2006 approda all'Ancona dove milita per due stagioni da titolare in Serie C1, al termine delle quali conquista la promozione in Serie B, categoria nella quale milita in maglia dorica fino al 2009; in seguito viene acquistato dalla Reggina (squadra dove diviene il capitano dalla stagione calcistica 2012-2013) dove è tra i più presenti nella Serie B 2009-2010. Nella prima giornata di campionato della Serie B 2011-2012 realizza il suo primo gol con la maglia amaranto, la partita finirà 4-1 per i Reggini.
Il 31 gennaio 2012 arriva la sua centesima gara in campionato in amaranto in occasione di Reggina-Gubbio 3-1. È dalla metà della stagione 2011 il Capitano della squadra dello Stretto. Il 27 aprile 2013 in occasione di Reggina-Brescia firma la sua centocinquantesima gara in amaranto. Il 30 giugno 2013, il suo contratto giunge alla scadenza. L'8 luglio, da svincolato firma un contratto con il Trapani, squadra neopromossa in serie B. Con cui, il 7 dicembre, segna il suo primo gol con la formazione siciliana in occasione della trasferta di Cittadella siglando il momentaneo 0-1 dei granata (2-2). Scaduto il contratto, il 9 giugno 2017 si lega all'Avellino con un contratto annuale. Il 19 luglio 2018 firma un contratto annuale con la Vis Pesaro, dove torna a giocare a distanza di 15 anni.

## Statistiche

### Presenze e reti nei club
| Stagione          | Squadra           | Campionato        | Campionato | Campionato | Coppe nazionali | Coppe nazionali | Coppe nazionali | Coppe continentali | Coppe continentali | Coppe continentali | Altre coppe | Altre coppe | Altre coppe | Totale | Totale |
| Stagione          | Squadra           | Comp              | Pres       | Reti       | Comp            | Pres            | Reti            | Comp               | Pres               | Reti               | Comp        | Pres        | Reti        | Pres   | Reti   |
| ----------------- | ----------------- | ----------------- | ---------- | ---------- | --------------- | --------------- | --------------- | ------------------ | ------------------ | ------------------ | ----------- | ----------- | ----------- | ------ | ------ |
| 1998-1999         | Fano              | C2                | 1          | 0          | -               | -               | -               | -                  | -                  | -                  | -           | -           | -           | 1      | 0      |
| 1999-2000         | Fano              | CND               | 32         | 0          | -               | -               | -               | -                  | -                  | -                  | -           | -           | -           | 32     | 0      |
| 2000-2001         | Fano              | D                 | 33         | 0          | CI-D            | 0               | 0               | -                  | -                  | -                  | -           | -           | -           | 33     | 0      |
| Totale Fano       | Totale Fano       | Totale Fano       | 66         | 0          |                 | 0               | 0               |                    | -                  | -                  |             | -           | -           | 66     | 0      |
| 2001-2002         | Vis Pesaro        | C1                | 31         | 0          | CI-C            | 0               | 0               | -                  | -                  | -                  | -           | -           | -           | 31     | 0      |
| 2002-2003         | Vis Pesaro        | C1                | 29         | 2          | CI-C            | 0               | 0               | -                  | -                  | -                  | -           | -           | -           | 29     | 2      |
| 2003-2004         | Torino            | B                 | 25         | 0          | CI              | 1               | 0               | -                  | -                  | -                  | -           | -           | -           | 26     | 0      |
| 2004-gen. 2005    | Torino            | B                 | 5          | 0          | CI              | 4               | 0               | -                  | -                  | -                  | -           | -           | -           | 9      | 0      |
| Totale Torino     | Totale Torino     | Totale Torino     | 30         | 0          |                 | 5               | 0               |                    | -                  | -                  |             | -           | -           | 35     | 0      |
| gen.-giu. 2005    | Chievo            | A                 | 0          | 0          | CI              | -               | -               | -                  | -                  | -                  | -           | -           | -           | 0      | 0      |
| 2005-gen. 2006    | Catanzaro         | B                 | 21         | 0          | CI              | 0               | 0               | -                  | -                  | -                  | -           | -           | -           | 21     | 0      |
| gen.-giu. 2006    | Perugia           | C1                | 10         | 0          | -               | -               | -               | -                  | -                  | -                  | -           | -           | -           | 10     | 0      |
| 2006-2007         | Ancona            | C1                | 32+2       | 2          | CI-C            | 2               | 0               | -                  | -                  | -                  | -           | -           | -           | 34     | 2      |
| 2007-2008         | Ancona            | C1                | 33+4       | 2          | CI-C            | 2               | 0               | -                  | -                  | -                  | -           | -           | -           | 39     | 2      |
| 2008-2009         | Ancona            | B                 | 41+2       | 1          | CI              | 1               | 0               | -                  | -                  | -                  | -           | -           | -           | 44     | 1      |
| Totale Ancona     | Totale Ancona     | Totale Ancona     | 106+8      | 5          |                 | 5               | 0               |                    | -                  | -                  |             | -           | -           | 119    | 5      |
| 2009-2010         | Reggina           | B                 | 40         | 0          | CI              | 2               | 0               | -                  | -                  | -                  | -           | -           | -           | 42     | 0      |
| 2010-2011         | Reggina           | B                 | 35+2       | 0          | CI              | 2               | 0               | -                  | -                  | -                  | -           | -           | -           | 39     | 0      |
| 2011-2012         | Reggina           | B                 | 42         | 2          | CI              | 2               | 0               | -                  | -                  | -                  | -           | -           | -           | 44     | 2      |
| 2012-2013         | Reggina           | B                 | 36         | 1          | CI              | 3               | 0               | -                  | -                  | -                  | -           | -           | -           | 39     | 1      |
| Totale Reggina    | Totale Reggina    | Totale Reggina    | 153+2      | 3          |                 | 9               | 0               |                    | -                  | -                  |             | -           | -           | 164    | 3      |
| 2013-2014         | Trapani           | B                 | 42         | 1          | CI              | 2               | 0               | -                  | -                  | -                  | -           | -           | -           | 44     | 1      |
| 2014-2015         | Trapani           | B                 | 35         | 0          | CI              | 1               | 0               | -                  | -                  | -                  | -           | -           | -           | 36     | 0      |
| 2015-2016         | Trapani           | B                 | 42+4       | 1          | CI              | 2               | 0               | -                  | -                  | -                  | -           | -           | -           | 48     | 1      |
| 2016-2017         | Trapani           | B                 | 34         | 1          | CI              | 2               | 0               | -                  | -                  | -                  | -           | -           | -           | 36     | 1      |
| Totale Trapani    | Totale Trapani    | Totale Trapani    | 153+4      | 3          |                 | 7               | 0               |                    | -                  | -                  |             | -           | -           | 164    | 3      |
| 2017-2018         | Avellino          | B                 | 13         | 0          | CI              | 2               | 0               | -                  | -                  | -                  | -           | -           | -           | 15     | 0      |
| 2018-2019         | Vis Pesaro        | C                 | 32         | 1          | CI-C            | 2               | 0               | -                  | -                  | -                  | -           | -           | -           | 34     | 1      |
| Totale Vis Pesaro | Totale Vis Pesaro | Totale Vis Pesaro | 92         | 1          |                 | 2               | 0               |                    | -                  | -                  |             | -           | -           | 94     | 2      |
| Totale carriera   | Totale carriera   | Totale carriera   | 644+14     | 14         |                 | 30              | 0               |                    | -                  | -                  |             | -           | -           | 688    | 14     |